# I Know It's Over
"I Know It's Over" é uma música da banda de rock inglesa The Smiths. Gravada em 1985, é a terceira faixa de seu terceiro álbum de estúdio, The Queen Is Dead.

## Produção
A instrumentação foi escrita por Johnny Marr no verão de 1985. A performance vocal de Morrissey nesta faixa é considerada por muitos como uma das melhores de sua carreira. A música foi originalmente planejada para ter trompete durante o refrão no final, mas foi descartada. No livro Songs That Saved Your Life, Simon Goddard explica que Morrissey não mostrou a letra aos companheiros de banda até que a faixa instrumental estivesse totalmente finalizada. Marr certa vez descreveu testemunhar a performance vocal de Morrissey como "um dos destaques da minha vida".

## Recepção
Simon Reynolds da Pitchfork escreveu: "A escrita em 'I Know It's Over' é um tour de force, desde a imagem de abertura da cama vazia - sem sexo, sem amor - como um túmulo, através das inversões suicidas de 'O mar quer me levar /A faca quer me cortar', nas auto-lacerações de 'Se você é tão engraçado, então por que está sozinho esta noite?' e, finalmente, a graça inesperada e surpreendente de 'É tão fácil odiar/É preciso força para ser gentil e gentil'." Em 2017, Rob Sheffield, da Rolling Stone, colocou a música em terceiro lugar em sua classificação de 73 músicas dos Smiths.
Mais negativamente, Mark Coleman da Rolling Stone escreveu que "Como esperado, Morrissey veste sua fantasia de cabra miserável em" I Know It's Over "e" Never Had No One Ever "(exceto Mom, claro)."

## Letra
O narrador da música está bem triste e de coração partido pois a mulher que tanto amou vai se casar com outro. Ele busca o conselho de sua mãe, que é de quem não devia pedir. Sua mãe parece ser má por vários motivos, tais com ela estar em péssimas condições e que ela não parece apoiar o filho.
Ela diz ao filho: “Se você é tão bonito, por que dorme sozinho esta noite?”
Sua mãe tem conselhos bons, mas eles contêm conselhos horríveis. Ela diz a ele para não ficar triste com o amor: “É tão fácil rir. É tão fácil odiar. É preciso coragem para ser gentil e gentil." Em seguida: “o amor é… não para pessoas como você e eu, meu amor”. Com o tempo, isso leva o narrador a ter de volta seus pensamentos suicidas.
"If you're so funny then why are you on your own tonight?
And if you're so clever then why are you on your own tonight?
If you're so very entertaining then why are you on your own tonight
If you're so very good-looking then why do you sleep alone tonight?
I know, because tonight is just like any other night that's why you're on your own tonight
With your triumphs and your charms while they are in each other's arms."
It's so easy to laugh
It's so easy to hate
It takes strength to be gentle and kind
Over, over, over, over
Love is natural and real
But not for you, my love
Not tonight, my love
Love is natural and real
But not for such as you and I, my love

## Performaces ao vivo
A música foi tocada 29 vezes pelos Smiths, sendo tocada em todos os shows da etapa britânica da turnê The Queen Is Dead, exceto no show final. A música faz parte do álbum ao vivo de 1988, Rank.

## Na cultura popular
A música é usada como ponto de virada no filme 500 Dias com Ela, em que o protagonista (quando criança) interpreta erroneamente a letra irônica da música como genuína.

## Covers
- Elk City
- Jeff Buckley
- Dimitri Papadatos
- Mechanimal
- Pale Sunday
- Rosewater Elizabeth
- The Trash Can Sinatras

## Pessoal
- Morrissey - Vocal
- Andy Rourke - Baixo
- Mike Joyce - Bateria
- Johnny Marr - Guitarra